# Mario Traversa

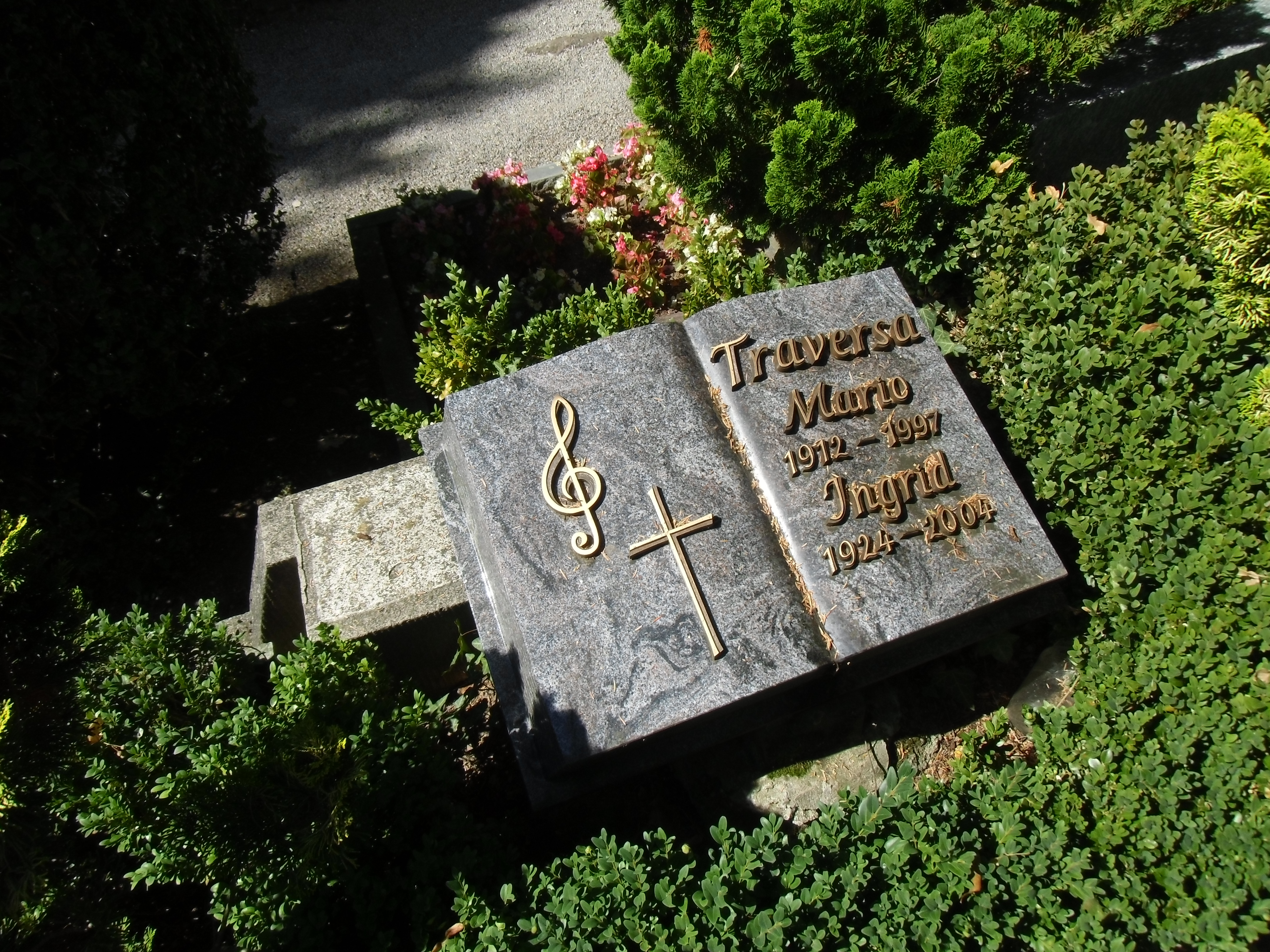
Grabstätte Mario Traversa

Mario Traversa (* 1912 in Bologna; † 1997) war ein italienischer Geiger und Kapellmeister.

## Leben
Traversa galt als „einer der ganz Großen unter den Caféhausgeigern“. Er kam von der Mailänder Scala, wo er Konzertmeister bei Arturo Toscanini war. In Deutschland gründete er zusammen mit den Gebrüdern Eberhard und Walter Schoener ein Salonorchester für Unterhaltungsmusik, mit dem er in den 1930er und 1940er Jahren als „Mario Traversa, Violine, mit Kapelle Schoener“ auftrat. In dieser Besetzung bespielte er auch Schallplatten bei der Grammophon.
Im Kriege war er Dirigent eines kleinen Unterhaltungsorchesters in Danzig.
Nach dem Kriege leitete Traversa zusammen mit Walther Günther in Hamburg das Kleine Unterhaltungsorchester des damaligen NWDR. Dort trat er auch zusammen mit dem Organisten Gerhard Gregor auf.
Ab den späten 1950er Jahren war er Kapellmeister des Kurorchesters von Bad Pyrmont.

## Tondokumente (Auswahl)
- Gr 47 321 (mx. 8348-2 GR9) Guten Tag, liebes Glück. Langs. Walzer (Franz Grothe) a. d. Tonfilm „Ins blaue Leben“ (aka Castelli in aria, Italien 1939, Regie Augusto Genina, mit Lilian Harvey) / (mx. 8401-2 GR9) Ein kleines weißes Haus. Langs. Foxtrott (Ludwig Schmidseder)
- Gr 47 343 (mx. 8306 GR9) Valse triste (Jean Sibelius) / (mx. 8307 GR9) Nur wer die Sehnsucht kennt (P.I.Tschaikowski, op. 6 Nr. 6)
- Gr 47 403 (mx. 8813-2 GR9) Kleine Puppenfee (Sulla Carrozzella), Foxtrott (Gino Filippini) / (mx. 8814-2 GR9) Komm zu mir heut’ nacht. Langs. Foxtrott a. d. Optte „Der arme Jonathan“ von Josef Rixner.
- Gr 47 487 (mx. 8400-2 GR9) Es fiel ein Stern. Tango (D. von Stahelberg) / (mx. 8814-2 GR9) So wird’s nie wieder sein. Langs. Foxtrott (Gerh.Winkler, Text: Bruno Balz) mit Refraingesang von Rudi Schuricke. Mech. copyr. 1940
- Gr 47 731 (mx. 8846-2 GR9) Küsse im Dunklen (Baci al buio), Serenade (G. de Micheli) / (mx.8848-2 GR9) Blauer Pavillon. Andalusische Serenade (José Armándola, d. i. Willi Lautenschlaeger)